# Song for My Father
Song for My Father (Cantiga para Meu Pai) ist ein Jazz-Album des Horace-Silver-Quintetts, das in drei Sessions von Oktober 1963 bis Oktober 1964 aufgenommen und im Januar 1965 auf dem Blue Note Label veröffentlicht wurde.

## Die Musik des Albums
Es ist ein lebhaftes ansteckendes Hardbopalbum. Lediglich Silvers Album Blowin’ the Blues Away hat noch die gleiche Geschlossenheit der Stücke. Die drei Aufnahmetermine, für die Original-LP nur zwei, mit verschiedenen Besetzungen, rühren daher, dass Silver gerade in dieser Zeit sein Quintett auflöste und ein neues zusammenstellte, was der Geschlossenheit aber keinen Abbruch tat. Silver mischt hier unterschiedliche, ansteckende Rhythmen mit raffinierten Harmonien und Melodien. Auf diesem Album versteht er es am besten, eine Erdgebundenheit mit einer leichten Geistigkeit zu vereinen. Es kommen stets die für Silver typischen Einwürfe der Bläser vor. Sicher spielt auch Silvers präzises und treibendes Comping (Begleiten) für die besondere Qualität der Soli eine Rolle.
Nach einem Aufenthalt in Brasilien, wo er bei Flora Purim wohnte, wollte Silver ein Stück in dem von ihm begeistert aufgenommenen Bossa-Nova-Stil schreiben. 
„Ich begann zu versuchen, ein Stück mit diesem rhythmischen Konzept zu schreiben. Ich setzte mich für einige Stunden ans Klavier und mir gelang ein Stück, das den Bossa Nova-Rhythmus benutzte. Dennoch hörte sich für mich die Melodie nicht brasilianisch an. Es klang mehr wie eine der alten kapverdischen Melodien, die mein Vater gespielt hatte. Mein Vater hatte mich immer wieder gebeten, einen der alten kapverdischen Songs zu nehmen und daraus eine Jazzbearbeitung zu machen. Die Idee sagte mir nicht zu, aber als ich merkte, dass ich ein Stück mit einem brasilianischen Rhythmuskonzept und einem kapverdischen Melodiekonzept geschrieben hatte, dachte ich sofort daran, es meinem Vater zu widmen. So nannte ich es Song for My Father (Lied für meinen Vater). Wir ließen ihn für das Cover der LP fürs Foto Modell stehen.“

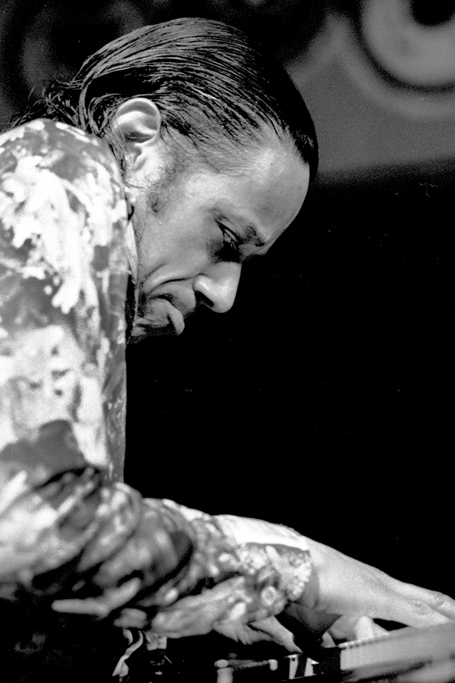
Horace Silver (1978 im Keystone Korner)

Der Jazzstandard Song for My Father erscheint auf dem Album in seiner ursprünglichen Form. Es ist ein Bossa Nova in AAB-Form in f-Moll. Beim Kopfteil des Stückes spielen Trompete und Saxophon zusammen. Es folgen Klavier- und Saxophonsolo. Das Stück hatte einen bemerkenswerten Einfluss in der Popmusik. Die einleitenden Bassnoten (die Quinte f-c im Bossa-Rhythmus) des Klaviers haben Steely Dan für ihren Song Rikki Don't Lose That Number genutzt, während Stevie Wonder das Bläserriff am Anfang verwendete. Das Stück wird auch auf den Alben Shades of Blue von Madlib und Hand on the Torch von Us3 bearbeitet. Horace Silver zufolge verkaufte sich das Album gut. Silver beginnt mit einem durchkonzipierten spannenden Klaviersolo. Hendersons vielkopiertes Saxophonsolo bleibt anderthalb A-Formteile nahe der Melodie und bricht danach erst spielerisch und endlich im B-Teil mit kaum vorstellbarer Kraft aus, um erst bei der Überleitung zum Thema nach dem dritten Chorus zu verklingen.
Das sehr schnelle The Natives Are Restless Tonight ist ein Moll-Blues und das einzige typische Hardbopstück auf dem Album. Es enthält schöne Soli, mit einfühlsamer Zusammenarbeit zwischen Humphries und Jones, einen „Leerlauf“ des Bassisten, er spielt dort lediglich unbegleiteten Walking Bass, und Humphries’ kurzes Solo.
Das Stück Calcutta Cutie hat ein östliches indisches leichtes Flair mit meditativen Phasen in den Improvisationen.
Que Pasa? (Was geschieht hier?) hat, wie der Titel verrät, mit punktiertem Rhythmus, getragener sanglicher gedankenvoller Melodie und teils hingetupftem Klavier eine Stimmung aus der Musik des spanischsprechenden Mittelamerika, und fällt immer wieder in rhythmisch antreibende Teile. Das Stück hat einen gleichbleibend durchgehenden Bass, über dem Septakkorde wechseln, und ist mit seiner deutlich ruhigeren Stimmung dem Titelstück sehr ähnlich.
Das rhythmisch schwierige und hier dennoch eingängige The Kicker von Joe Henderson ist ebenfalls zum Standard geworden – Henderson spielt es auch auf seinem 1967 bei Milestone erschienenen gleichnamigen Album. Treibende Soli kommen von Henderson und Jones.
Lonely Woman ist eine langsame, lyrische Pianoballade im Trio.
Der Gesamteindruck des Albums ist warm und einladend, was für ein Hardbopalbum ungewöhnlich ist.
Auf dem Nachfolgealbum The Cape Verdean Blues wird die gelungene Zusammenarbeit, insbesondere von Henderson und Humphries, mit weiteren Stücken Silvers in dieser Art, die aber insgesamt ruhiger sind, fortgesetzt.

## Titelfolge
Seite A
1. Song for My Father – 7:15
2. The Natives Are Restless Tonight – 6:08
3. Calcutta Cutie – 8:28[3]

Seite B
1. Que Pasa – 7:45
2. The Kicker – 5:24
3. Lonely Woman – 7:03

CD-Bonustracks
1. Sanctimonious Sam – 3:52
2. Que Pasa (trio version) – 5:35
3. Sighin' and Cryin'  – 5:23
4. Silver Treads Among My Soul – 3:50

Alle Kompositionen sind von Horace Silver außer 5. von Joe Henderson, 7. von Musa Kaleem. Aufgenommen im Van Gelder Studio, Englewood Cliffs, New Jersey: 3, 6, 7, 8 – 31. Oktober 1963; 9, 10 – 28. Januar 1964; 1, 2, 4, 5 – 26. Oktober 1964.
Die Titel 7 bis 10 sind auf der Original-LP nicht enthalten und wurden verschiedenen CD-Wiederveröffentlichungen hinzugefügt.

## Entstehungsgeschichte
Das erfolgreichste Blue-Note-Album von Silver fällt für ihn, der für seine effiziente, wohldurchdachte Aufnahme-Sessions bekannt war, aus dem Rahmen, da die Aufnahmen aus zwei Besetzungen über einen Zeitraum von einem Jahr stammen. Ursprünglich war es als Album für seine alte langjährige Quintett-Besetzung mit Mitchell und Cook gedacht. Aus der ersten Session vom Oktober 1963 stammen die Nummern (3) und (6) bis (8), von denen der Blue Note-Chef Alfred Lion und Silver später nur (3) und (6) in das Originalalbum übernahmen. Die Trio-Version von „Que Pasa“ (8) und „Sanctimonious Sam“ (7) wurden erst 1979 auf Sterling Silver veröffentlicht.
In einer Aufnahme-Session bei Rudy Van Gelder drei Monate später, im Januar 1964, sollten die übrigen Stücke aufgenommen werden; Silver war aber mit der Arbeit unzufrieden. Daraus stammen (9) (veröffentlicht ebenfalls auf Sterling Silver) und (10) (erst 1989 auf der Wiederveröffentlichung von Song for My Father). Nach Silvers eigenen Angaben gegenüber Michael Cuscuna, mit dem er später die Blue Note-Archive nach veröffentlichungsfähigem Material durchhörte, regte ihn Alfred Lion nach dieser Session an, eine neue, frischere Band zusammenzustellen. Mit dem neuen, im Frühjahr 1964 gebildeten Quintett um Henderson und Carmel Jones wollte Silver dann neues Material live einspielen – sie planten im August ein längeres Engagement im „Pep’s“ in Philadelphia – und so das Album ergänzen. Eine Session im Frühjahr 1964 scheiterte nach Silver teilweise daran, dass sich Carmell Jones erst in Silvers Quintett eingewöhnen musste. In einer Session bei Rudy Van Gelder im Oktober 1964 wurden dann aber doch die schon für die Live-Aufnahmen geplanten Stücke (2), (4), (5) sowie das von Silver neu komponierte (1) eingebracht. Lion wollte nicht länger auf ein neues Silver-Album warten – zudem witterte er in „Song for My Father“ einen Hit – und stellte dann aus der ersten Session und der letzten die Langspielplatte zusammen. Aus dem erfolgreichen Album wurde das Titelstück als Single ausgekoppelt.

## Besetzung
Titel 1, 2, 4, 5
- Horace Silver – Klavier
- Carmell Jones – Trompete
- Joe Henderson – Tenorsaxophon
- Teddy Smith – Bass
- Roger Humphries – Schlagzeug

Titel 3, 6 – 10
- Horace Silver – Klavier
- Blue Mitchell – Trompete (außer 6 und 8)
- Junior Cook – Tenorsaxophon (außer 6 und 8)
- Gene Taylor – Bass
- Roy Brooks – Schlagzeug

## Wirkungsgeschichte
Down Beat lobte das Album in seiner Besprechung im Februar 1965: „Offensichtlich ist in Silvers Klavierspiel die Liebe zu grundlegender Melodik verbunden mit der klugen Umsetzung der Einfälle und einem nachdrücklichen rhythmischen Schwung, dort wo er nötig ist.“ Ralf Dombrowski, der Song for My Father für eine der Platten seiner „Basis-Diskothek Jazz“ auswählte, wies ergänzend darauf hin, dass „genau die Kunst der passenden Balance der dynamischen und songdramaturgischen Ausdrucksmittel“ dafür sorgt, dass das Werk „in sich rund und ruhend“ erscheint und letztlich „zu Silvers bekanntestem Album“ wurde.
Die Hörer der BBC wählten in den 1990er Jahren das Album bei einer Umfrage zu The Top 100 Jazz Albums auf den 71. Platz. Richard Cook und Brian Morton zählten in The Penguin Guide to Jazz Song for My Father und Silvers Blue Note-Album von 1966, The Jody Grind, zu Silvers besten Alben und bewerteten beide Alben mit der Höchstnote von vier Sternen. Insbesondere bei dem ersten Album lobten sie „das brillante Zusammenspiel von Joe Henderson und Carmell Jones“. Brian Priestley erwähnt, dass es wohl Silvers erfolgreichsten Titel enthält, aber auch vom modalen Jazz beeinflusste Titel wie Que Pasa.
Das Album war zusammen mit Lee Morgans ebenfalls 1964 entstandenem The Sidewinder – auch mit Joe Henderson – ein so großer Erfolg für Blue Note, dass sie das Label paradoxerweise, um genügend Kapital für eine Expansion, zu bekommen bald darauf (1965) an Liberty Records verkauften. Auch für den kurz zuvor bei Blue Note unter Vertrag genommenen Joe Henderson war das Album ein Durchbruch.
Die Musikzeitschrift Jazzwise nahm das Album in die Liste The 100 Jazz Albums That Shook the World auf; Keith Shadwick schrieb:
„Während der fünf Jahre, in denen er das Junior Cook-Blue Mitchell-Quintett zusammenhielt, hatte Silver die perfekte Kombination seiner hochwertigen Stücke und einer Band, die einen magisch interpretativen Touch hatte. Sie alle spielten in einer Weise zusammen, die das Ensemble zu einem der großartigsten der 1960er Jahre werden ließ.“